# Round Rock (Arizona)
Round Rock statisztikai település az USA Arizona államában, Apache megyében. Lakosainak száma 640 fő (2020. április 1.).